# Fenesta vascia
Fenesta vascia ist ein sehr altes neapolitanisches Volkslied (Calascionata), das entweder aus dem 15. Jahrhundert stammt, als die Spanier in Neapel lebten, oder weiter bis auf das 14. Jahrhundert zurückgeht, in die Anjou-Zeit des Königreichs Neapel. 

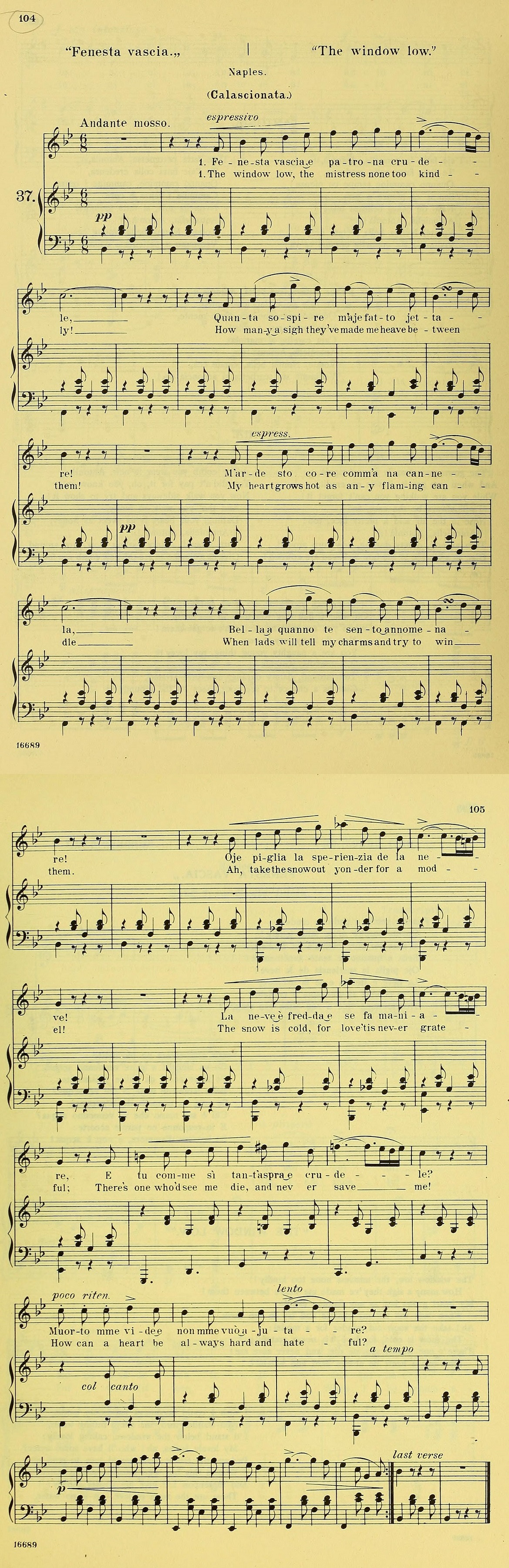

## Kurzeinführung
Es ist ein Elfsilbler und es ist nicht bekannt, wer es geschrieben hat. Im früheren 19. Jahrhundert passte der Dichter Giulio Genoino den Text an das damaligen Neapolitanische an, und Guglielmo Cottrau schrieb die Musik.
Es ist die Geschichte der hoffnungslosen Liebe eines jungen Mannes zu einem Mädchen, das hinter dem Fenesta vascia wohnt (unglücklich, weil es geschlossen bleibt), ein klassisches "ammore 'e vìco" aus vergangenen Zeiten. Das Original des Liedes ist nicht erhalten, lediglich die Transkription von Guglielmo Cottrau, dem Autor und Verleger, der als Vater des modernen neapolitanischen Liedes angesehen werden kann, da er ab 1820 als erster die musikalische Transkription von Liedern aus früheren Jahrhunderten bearbeitete.
Das Lied wurde vielfach eingespielt und bearbeitet, in teils recht unterschiedlichen Fassungen. Verschiedene Interpreten des Stückes sind beispielsweise Consiglia Licciardi, Giulietta Sacco, Roberto Murolo, Milva, Sergio Bruni, Mango und Massimo Ranieri.
Das traditionelle Lied wurde beispielsweise auch von Sigismund Thalberg (1812–1871) für Klavier bearbeitet und fand Aufnahme in seiner berühmten Sammlung L’art du chant appliqué au piano (Die Kunst des Gesanges auf dem Pianoforte).

## Text
Der Text des Liedes lautet:
Fenesta vascia ‘e padrona crudele,

quanta suspire mm’haje fatto jettare.

Mm’arde ‘stu core, comm’a ‘na cannela,

bella, quanno te sento annommenare.

  

Oje piglia la ‘sperienza de la neve.

La neve è fredda e se fa maniare.

E tu comme sî tanta aspra e crudele?

Muorto mme vide e nun mme vuó ajutare?

  

Vorría addeventare no picciuotto,

co ‘na langella a ghire vennenn’acqua,

pe mme ne jí da chisti palazzuotte.

Belli ffemmene meje, ah. Chi vo’ acqua.

  

Se vota ‘na nennella da lla ‘ncoppa:

“Chi è ‘sto ninno ca va vennenn’acqua?”

E io responno, co parole accorte:

“So’ lacreme d’ammore e non è acqua”.

Ungefähre Übersetzung
Niedriges Fenster einer grausamen Geliebten,

wie viele Seufzer hast du mich verschwenden lassen! ...

Mein Herz brennt wie eine Kerze,

schön, wenn ich deinen Namen höre!

Nimm dir ein Beispiel am Schnee!

Der Schnee ist kalt, aber man kann ihn anfassen ...

Aber du bist so bitter und grausam!

Du siehst mich sterben und willst mir nicht helfen? ...

Ich möchte ein hübscher Mann werden,

der mit einem Krug Wasser verkaufen geht,

um zu diesen großen Häusern zu rufen:

"Meine schönen Frauen, ach! wer will Wasser ..."

Ein Mädchen fragt von oben vom Balkon:

"Wer ist der hübsche Junge, der das Wasser verkauft?"

Ich würde ihr in gemessenen Worten antworten:

"Es sind die Tränen der Liebe, es ist kein Wasser! ..."